# Eishockey-Europameisterschaft
Die Eishockey-Europameisterschaft war ein Wettbewerb zur Ermittlung der besten europäischen Eishockeynationalmannschaft. Sie wurde erstmals 1910 von der Ligue Internationale de Hockey sur Glace LIHG (heutiger Weltverband IIHF) ausgespielt. 1928 wurde der Europameistertitel erstmals an die beste Mannschaft der Weltmeisterschaft – damals gleichzeitig olympisches Eishockeyturnier – vergeben. 1932 fand letztmals ein eigenständiges Europameisterschaftsturnier statt. Der Europameistertitel wurde noch bis 1991 im Rahmen der Weltmeisterschaft vergeben.

## Geschichte
Die ersten Eishockey-Europameisterschaften wurden 1910 vom zwei Jahre zuvor gegründeten Weltverband LIHG (heute IIHF) in der Schweiz ausgetragen. Es war das erste offizielle internationale Turnier für Nationalmannschaften überhaupt. In der Folge wurde das Turnier jährlich ausgetragen. Allerdings wurde das Turnier 1912 nachträglich annulliert, da Bronzegewinner Österreich erst sechs Wochen nach der EM offiziell in die LIHG aufgenommen wurde.
1913 war München Spielort der vierten Eishockey-Europameisterschaft in Unsölds Eisbahn. Das Turnier wurde vom 25. bis 27. Januar 1913 unter Beteiligung von vier Mannschaften ausgespielt: Belgien, welches das Turnier gewann, Böhmen, Österreich, und Deutschland.
Von 1915 bis 1920 wurde auf Grund des Ersten Weltkriegs keine EM ausgetragen.
Erstmals 1928 wurde die Europameisterschaft nicht als eigenständiges Turnier ausgetragen, sondern der EM-Titel an das beste europäische Land der Eishockey-Weltmeisterschaft vergeben (die WM 1928 wiederum wurde im Rahmen der Olympischen Spiele ausgespielt). Danach wurden nur noch zwei eigenständige EM-Turniere ausgespielt (1929 und 1932), ansonsten zählte die Rangfolge der europäischen Länder bei der WM als EM-Wertung. Ein letztes EM-Finale gab es 1939, als die Schweiz und die Tschechoslowakei die WM-Endrunde als beste Europäer punktgleich abgeschlossen hatten. Der EM-Titel wurde daher vier Wochen nach Ende der WM ausgespielt, die Schweiz gewann 2:0.
Von 1966 bis 1975 wurde aus den WM-Ergebnissen der europäischen Mannschaften untereinander eine eigene EM-Tabelle erstellt. Dieser Regelung verdankt die DDR den Gewinn ihrer einzigen EM-Medaille 1966, dies wurde allerdings erst 1999 endgültig von der IIHF geklärt. Von 1983 bis 1991 wurde ebenfalls eine eigene EM-Tabelle erstellt, bei der aber nur die Ergebnisse der europäischen Mannschaften in der Vorrunde einflossen. Nach einer Modusreform der WM wurde die Europameisterschaft 1991 nach 65 Turnieren eingestellt.
Die seit 1996 ausgetragene Euro Hockey Tour wird gelegentlich als inoffizielle Eishockey-Europameisterschaft bezeichnet. Allerdings nehmen an dieser Tour nur Russland, Schweden, Tschechien und Finnland teil, es fehlt zum Beispiel der Weltmeister 2002, die Slowakei. In der jüngeren Vergangenheit wurde mehrmals über die Wiedereinführung einer offiziellen Eishockey-Europameisterschaft diskutiert, welche die Euro Hockey Tour und Test-Turniere wie den Deutschland Cup ablösen soll. Diese Überlegungen mündeten in der Einführung der Euro Hockey Challenge, welche seit 2011 als Wettbewerb der zwölf stärksten europäischen Nationen ausgespielt wird.

### Medaillenspiegel
nach 65 Turnieren
| Rang | Land             | Goldmedaillen | Silbermedaillen | Bronzemedaillen | Gesamt |
| ---- | ---------------- | ------------- | --------------- | --------------- | ------ |
| 1    | Sowjetunion      | 27            | 5               | 2               | 34     |
| 2    | Tschechoslowakei | 12            | 20              | 17              | 49     |
| 3    | Schweden         | 10            | 19              | 16              | 45     |
| 4    | Schweiz          | 4             | 6               | 8               | 18     |
| 5    | Großbritannien   | 4             | 2               | 1               | 7      |
| 6    | / Deutschland 1  | 2             | 4               | 7               | 13     |
| 7    | / Österreich     | 2             | 3               | 4               | 9      |
| 8    | Böhmen           | 2             | 1               | –               | 3      |
| 9    | Belgien          | 1             | 1               | 3               | 5      |
| 10   | Frankreich       | 1             | 1               | –               | 2      |
| 11   | Polen            | –             | 2               | –               | 2      |
| 12   | Finnland         | –             | 1               | 4               | 5      |
| 13   | Norwegen         | –             | –               | 2               | 2      |
| 14   | DDR              | –             | –               | 1               | 1      |

## Turniere im Überblick
Weltmeisterschaften bzw. Olympische Spiele, bei denen Europameistertitel vergeben wurden, sind grau hinterlegt.
| Jahr    | Turnier | Ort                                                            | Europameister    | 2. Platz         | 3. Platz                |
| ------- | ------- | -------------------------------------------------------------- | ---------------- | ---------------- | ----------------------- |
| 1910    | EM      | Montreux (Schweiz)                                             | Großbritannien   | Deutsches Reich  | Belgien                 |
| 1911    | EM      | Berlin (Deutschland)                                           | Böhmen           | Deutsches Reich  | Belgien                 |
| *1912 2 | EM      | Prag (Österreich-Ungarn)                                       | Böhmen           | Deutsches Reich  | Österreich              |
| 1913    | EM      | München (Deutschland)                                          | Belgien          | Böhmen           | Deutsches Reich         |
| 1914    | EM      | Berlin (Deutschland)                                           | Böhmen           | Deutsches Reich  | Belgien                 |
| 1921    | EM      | Stockholm (Schweden)                                           | Schweden         | Tschechoslowakei | Nur zwei Teilnehmer     |
| 1922    | EM      | St. Moritz (Schweiz)                                           | Tschechoslowakei | Schweden         | Schweiz                 |
| 1923    | EM      | Antwerpen (Belgien)                                            | Schweden         | Frankreich       | Tschechoslowakei        |
| 1924    | EM      | Mailand (Italien)                                              | Frankreich       | Schweden         | Schweiz                 |
| 1925    | EM      | Starý Smokovec/Štrbské Pleso (Tschechoslowakei)                | Tschechoslowakei | Österreich       | Schweiz                 |
| 1926    | EM      | Davos (Schweiz)                                                | Schweiz          | Tschechoslowakei | Österreich              |
| 1927    | EM      | Wien (Österreich)                                              | Österreich       | Belgien          | Deutsches Reich         |
| 1928    | OS      | St. Moritz (Schweiz)                                           | Schweden         | Schweiz          | Großbritannien          |
| 1929    | EM      | Budapest (Ungarn)                                              | Tschechoslowakei | Polen            | Österreich              |
| 1930    | WM      | Chamonix (Frankreich), Berlin (Deutschland), Wien (Österreich) | Deutsches Reich  | Schweiz          | Österreich              |
| 1931    | WM      | Krynica (Polen)                                                | Österreich       | Polen            | Tschechoslowakei        |
| 1932    | EM      | Berlin (Deutschland)                                           | Schweden         | Österreich       | Schweiz                 |
| 1933    | WM      | Prag (Tschechoslowakei)                                        | Tschechoslowakei | Österreich       | Deutsches Reich Schweiz |
| 1934    | WM      | Mailand (Italien)                                              | Deutsches Reich  | Schweiz          | Tschechoslowakei        |
| 1935    | WM      | Davos (Schweiz)                                                | Schweiz          | Großbritannien   | Tschechoslowakei        |
| 1936    | OS      | Garmisch-Partenkirchen (Deutschland)                           | Großbritannien   | Tschechoslowakei | Deutsches Reich         |
| 1937    | WM      | London (Großbritannien)                                        | Großbritannien   | Schweiz          | Deutsches Reich         |
| 1938    | WM      | Prag (Tschechoslowakei)                                        | Großbritannien   | Tschechoslowakei | Deutsches Reich         |
| 1939    | WM      | Basel/Zürich (Schweiz)                                         | Schweiz          | Tschechoslowakei | Deutsches Reich         |
| 1947    | WM      | Prag (Tschechoslowakei)                                        | Tschechoslowakei | Schweden         | Österreich              |
| 1948    | OS      | St. Moritz (Schweiz)                                           | Tschechoslowakei | Schweiz          | Schweden                |
| 1949    | WM      | Stockholm (Schweden)                                           | Tschechoslowakei | Schweden         | Schweiz                 |
| 1950    | WM      | London (Großbritannien)                                        | Schweiz          | Großbritannien   | Schweden                |
| 1951    | WM      | Paris (Frankreich)                                             | Schweden         | Schweiz          | Norwegen                |
| 1952    | OS      | Oslo (Norwegen)                                                | Schweden         | Tschechoslowakei | Schweiz                 |
| 1953    | WM      | Zürich/Basel (Schweiz)                                         | Schweden         | BR Deutschland   | Schweiz                 |
| 1954    | WM      | Stockholm (Schweden)                                           | UdSSR            | Schweden         | Tschechoslowakei        |
| 1955    | WM      | BR Deutschland                                                 | UdSSR            | Tschechoslowakei | Schweden                |
| 1956    | OS      | Cortina d’Ampezzo (Italien)                                    | UdSSR            | Schweden         | Tschechoslowakei        |
| 1957    | WM      | Moskau (Sowjetunion)                                           | Schweden         | UdSSR            | Tschechoslowakei        |
| 1958    | WM      | Oslo (Norwegen)                                                | UdSSR            | Schweden         | Tschechoslowakei        |
| 1959    | WM      | Tschechoslowakei                                               | UdSSR            | Tschechoslowakei | Schweden                |
| 1960    | OS      | Squaw Valley (USA)                                             | UdSSR            | Tschechoslowakei | Schweden                |
| 1961    | WM      | Genf/Lausanne (Schweiz)                                        | Tschechoslowakei | UdSSR            | Schweden                |
| 1962    | WM      | Colorado Springs/Denver (USA)                                  | Schweden         | Finnland         | Norwegen                |
| 1963    | WM      | Stockholm (Schweden)                                           | UdSSR            | Schweden         | Tschechoslowakei        |
| 1964    | OS      | Innsbruck (Österreich)                                         | UdSSR            | Schweden         | Tschechoslowakei        |
| 1965    | WM      | Tampere (Finnland)                                             | UdSSR            | Tschechoslowakei | Schweden                |
| 1966    | WM      | Ljubljana/Zagreb/Jesenice (SFR Jugoslawien)                    | UdSSR            | Tschechoslowakei | DDR 3                   |
| 1967    | WM      | Wien (Österreich)                                              | UdSSR            | Schweden         | Tschechoslowakei        |
| 1968    | OS      | Grenoble (Frankreich)                                          | UdSSR            | Tschechoslowakei | Schweden                |
| 1969    | WM      | Stockholm (Schweden)                                           | UdSSR            | Schweden         | Tschechoslowakei        |
| 1970    | WM      | Stockholm (Schweden)                                           | UdSSR            | Schweden         | Tschechoslowakei        |
| 1971    | WM      | Genf/Bern (Schweiz)                                            | Tschechoslowakei | UdSSR            | Schweden                |
| 1972    | WM      | Prag (Tschechoslowakei)                                        | Tschechoslowakei | UdSSR            | Schweden                |
| 1973    | WM      | Moskau (Sowjetunion)                                           | UdSSR            | Schweden         | Tschechoslowakei        |
| 1974    | WM      | Helsinki (Finnland)                                            | UdSSR            | Tschechoslowakei | Schweden                |
| 1975    | WM      | München/Düsseldorf (BR Deutschland)                            | UdSSR            | Tschechoslowakei | Schweden                |
| 1976    | WM      | Katowice (Polen)                                               | Tschechoslowakei | Schweden         | UdSSR                   |
| 1977    | WM      | Wien (Österreich)                                              | Tschechoslowakei | Schweden         | UdSSR                   |
| 1978    | WM      | Prag (Tschechoslowakei)                                        | UdSSR            | Tschechoslowakei | Schweden                |
| 1979    | WM      | Moskau (Sowjetunion)                                           | UdSSR            | Tschechoslowakei | Schweden                |
| 1981    | WM      | Göteborg (Schweden)                                            | UdSSR            | Schweden         | Tschechoslowakei        |
| 1982    | WM      | Helsinki/Tampere (Finnland)                                    | UdSSR            | Schweden         | Tschechoslowakei        |
| 1983    | WM      | BR Deutschland                                                 | UdSSR            | Tschechoslowakei | Schweden                |
| 1985    | WM      | Prag (Tschechoslowakei)                                        | UdSSR            | Tschechoslowakei | Finnland                |
| 1986    | WM      | Moskau (Sowjetunion)                                           | UdSSR            | Schweden         | Finnland                |
| 1987    | WM      | Wien (Österreich)                                              | UdSSR            | Tschechoslowakei | Finnland                |
| 1989    | WM      | Stockholm/Södertälje (Schweden)                                | UdSSR            | Tschechoslowakei | Schweden                |
| 1990    | WM      | Bern/Fribourg (Schweiz)                                        | Schweden         | UdSSR            | Tschechoslowakei        |
| 1991    | WM      | Helsinki/Tampere/Turku (Finnland)                              | UdSSR            | Schweden         | Finnland                |